# Hansi Hinterseer
Hansi Hinterseer (* 2. února 1954, Kitzbühel, Rakousko) je rakouský lyžař ze 70. let, v současnosti známý nejen v Rakousku jako zpěvák, moderátor, sportovní komentátor a herec.

## Kariéra

### Sportovec
Mezi léty 1972 a 1977 vyhrál celkem 6 závodů světového poháru ve slalomu a obřím slalomu. V roce 1973 se stal celkovým vítězem světového poháru v obřím slalomu. Ve stejné disciplíně získal na mistrovství světa v St. Moritz stříbrnou medaili. Zúčastnil se také zimních olympijských her v roce 1976 v rakouském Innsbrucku.
Od roku 1984 působí jako spolukomentátor lyžařských přenosů ORF, především slalomu a obřího slalomu, u olympijských her také kombinace.

#### Úspěchy ve světovém poháru
| Datum             | Místo        | Stát           | Disciplína  | Čas     | Umístění |
| ----------------- | ------------ | -------------- | ----------- | ------- | -------- |
| 8. března 1973    | Anchorage    | USA            | obří slalom | 2:25.37 | 1.       |
| 8. prosince 1973  | Val d´Isere  | Francie        | obří slalom | 3:05.09 | 1.       |
| 27. ledna 1974    | Kitzbühel    | Rakousko       | slalom      | 1:46.80 | 1.       |
| 21. února 1975    | Naeba        | Japonsko       | slalom      | 1:26.46 | 1.       |
| 21. prosince 1975 | Schladming   | Rakousko       | slalom      | 1:45.32 | 1.       |
| 25. února 1977    | Furano       | Japonsko       | obří slalom | 3:11.58 | 1.       |
| 12. března 1973   | Naeba        | Japonsko       | obří slalom | 3:33.35 | 2.       |
| 13. ledna 1974    | Morzine      | Francie        | obří slalom | 2:57.64 | 2.       |
| 5. února 1974¹    | St.Moritz    | Švýcarsko      | obří slalom | 3:08.84 | 2.       |
| 12. března 1973   | Naeba        | Japonsko       | obří slalom | 3:11.58 | 2.       |
| 12. března 1973   | Naeba        | Japonsko       | obří slalom | 3:11.58 | 2.       |
| 2. března 1974    | Voss         | Norsko         | obří slalom | 3:17.02 | 2.       |
| 15. prosince 1975 | Vipiteno     | Itálie         | slalom      | 1:52.25 | 2.       |
| 16. prosince 1973 | Saalbach     | Rakousko       | obří slalom | 3:26.45 | 3.       |
| 6. března 1974    | Zakopane     | Polsko         | slalom      | 1:59.92 | 3.       |
| 9. března 1974    | Vysoké Tatry | Československo | obří slalom | 2:39.36 | 3.       |
| 21. ledna 1975    | Fulpmes      | Rakousko       | obří slalom | 2:57.31 | 3.       |
| 30. ledna 1975    | Chamonix     | Francie        | slalom      | 1:43.31 | 3.       |
| 23. února 1975    | Naeba        | Japonsko       | obří slalom | 3:29.74 | 3.       |

¹ Mistrovství světa

### Zpěvák
Pěveckou kariéru začal v roce 1994. Jeho první písnička "Du hast mich heut´noch nicht geküsst" se prakticky okamžitě po prvním uvedení ve vysílání Musikantenstadl (tehdy moderoval Karl Moik - "autor" Musikantenstadl, dnes uvádí Andy Borg) stala obrovským hitem.